# غواصة الفئة السابعة عشر
الغواصة الفئة السابعة عشر عبارة عن غواصات ساحلية صغيرة تستخدم نظامًا لدفع يعتمد على بيروكسيد، مما يوفر مزيجًا من الدفع المستقل بالهواء والسرعات العالية اثناء الغطس.

## خلفية
في أوائل ثلاثينيات القرن العشرين، صمم هيلموث والتر غواصة صغيرة عالية السرعة مع شكل انسيابي مدفوع بواسطة بيروكسيد، وفي عام 1939 حصل على عقد لبناء سفينة تجريبية، 80 طن بمحرك-80، والذي حقق سرعة تحت الماء قدرها 28.1 عقدة (52.0 كم/س؛ 32.3 ميل/س) خلال التجارب في عام 1940. في نوفمبر 1940 الأدميرال إريش رايدر ويرنر فوكس (رئيس كريغسمرين) حيث كان ريدر معجبًا، لكن فوكس كان بطيئًا في الموافقة على المزيد من الاختبارات.

## قائمة المراجع
- Gröner، Erich؛ Jung، Dieter؛ Maass، Martin (1991). U-boats and Mine Warfare Vessels. London: Conway Maritime Press. ج. 2. ISBN:0-85177-593-4. {{استشهاد بكتاب}}: |عمل= تُجوهل (مساعدة)
- Polmar، Norman؛ Kenneth J. Moore (2004). Cold War Submarines: The Design and Construction of U.S. and Soviet Submarines. Brassey's. ص. 35–36. ISBN:1-57488-594-4.